# Derek Bloom
Derek Bloom es un músico estadounidense, conocido por formar parte de la banda From First to Last, además de otros proyectos como The Color of Violence y –recientemente– If I Die First.

## Carrera musical

### Memories of Lenoir y From First to Last (2001-2010)
Derek inicialmente tocó en la banda de black metal Memories of Lenoir, por un corto tiempo, luego fue llamado para participar en From First to Last.
Bloom fue el tercer batero en la banda From First to Last, aunque técnicamente el más conocido, en el año 2003. Derek se presentó en 1 EP y 4 LP de la banda. Desde el 28 de julio de 2010, la banda anunció un hiato indefinido.

### The Color of Violence (2002-2003; 2006-presente)
Derek forma parte de la banda grindcore/screamo The Color of Violence, con los futuros miembros de From First to Last. Entre el año 2002 y 2003, TCOV fue una banda de tiempo completo, pero los miembros decidieron dedicarse a From First to Last. Sin embargo, en el año 2006, Derek y Travis Richter decidieron reiniciar la banda, convirtiéndose en un dúo, con Richter bajo el seudónimo de Guy Nucleosity y Bloom fue bajo el alias de Glitch Killgasm. Los dos lanzaron su primer álbum de larga duración, Youthanize, el 7 de abril de 2009.

## Discografía
From First to Last
- Aesthetic (EP, Four Leaf Recordings, 2003) – batería, percusión, teclados, programación, coros, guitarra adicional.
- Dear Diary, My Teen Angst Has a Body Count (LP, Epitaph Records, 2004) – batería, percusión, coros
- Heroine (LP, Epitaph Records, 2006) – batería, percusión, coros.
- From First to Last (LP, Suretone Records/Interscope Records, 2008) – batería, percusión.
- Throne to the Wolves (LP, Rise Records, 2010) – batería, percusión, programación, guitarra adicional.

The Color of Violence
- Tour EP (EP, 2003[2]) – voz, guitarra principal.
- Youthanize (LP, Epitaph Records, 2009) – batería (en algunas canciones), percusión, programación, teclados, sintetizadores, guitarra rítmica, bajo (en algunas canciones), coros.

## Videografía
FFTL
- "Ride the Wings of Pestilence" (2004)
- "Note to Self" (2005)
- "The Latest Plague" (2006)
- "Shame Shame" (2006)
- "Worlds Away" (2008)